# Ectropis obducta
Ectropis obducta är en fjärilsart som beskrevs av W. Warren 1907. Ectropis obducta ingår i släktet Ectropis och familjen mätare. Inga underarter finns listade i Catalogue of Life.